# KC-X
KC-X es el nombre del programa de la Fuerza Aérea de los Estados Unidos para adquirir la siguiente generación de avión cisterna para el reabastecimiento en vuelo; esto con el fin de realizar la sustitución de algunos de los antiguos Boeing KC-135 Stratotanker. El concurso fue para la construcción de 179 aviones cisterna con un costo estimado de US$35 mil millones. Los dos contendientes para reemplazar al KC-135 fueron Boeing y EADS, después de la eliminación de US Aerospace, Inc
El actual programa continuaba los anteriores intentos de la Fuerza Aérea de los Estados Unidos para adquirir un nuevo Avión Cisterna.
En 2002 la USAF se centró en un plan de arrendamiento de aviones cisterna Boeing KC-767, posteriormente en 2003, el programa sufre una modificación, ahora compraría la mayoría de KC-767 y arrendaría algunos más. Pero investigaciones de corrupción en el programa revelaron irregularidades en la adjudicación del contrato y este fue cancelado en 2005, preparando la nueva etapa del programa KC-X.
La USAF emitió la solicitud de propuesta del KC-X en enero de 2007,. Seleccionando en 2008 al conjunto formado por Northrop Grumman/EADS, y su avión cisterna basado en el Airbus A330. En junio de 2008 la Oficina de Contabilidad Gubernamental (Government Accountability Office) de los EE. UU. atendió una protesta de parte de Boeing en la adjudicación del contrato. En julio de 2008 la USAF volvió a abrir el proceso de licitación, pero la solicitud de los KC-X fue cancelada en septiembre de 2008. En septiembre de 2009, la USAF comenzó los primeros pasos hacia la aceptación de una nueva licitación. En marzo de 2008 Northrop Grumman anuncia su retiro del proceso de licitación, aun así EADS decide seguir sola en el.
Finalmente el 24 de febrero de 2011 la Fuerza Aérea de los Estados Unidos seleccionó al KC-767 de Boeing como ganador en la adjudicación del contrato, el cual se pasó a denominar para la USAF como Boeing KC-46. EADS decidió no protestar sobre la adjucicacion.

## Propuestas

### Reinicio de la competencia

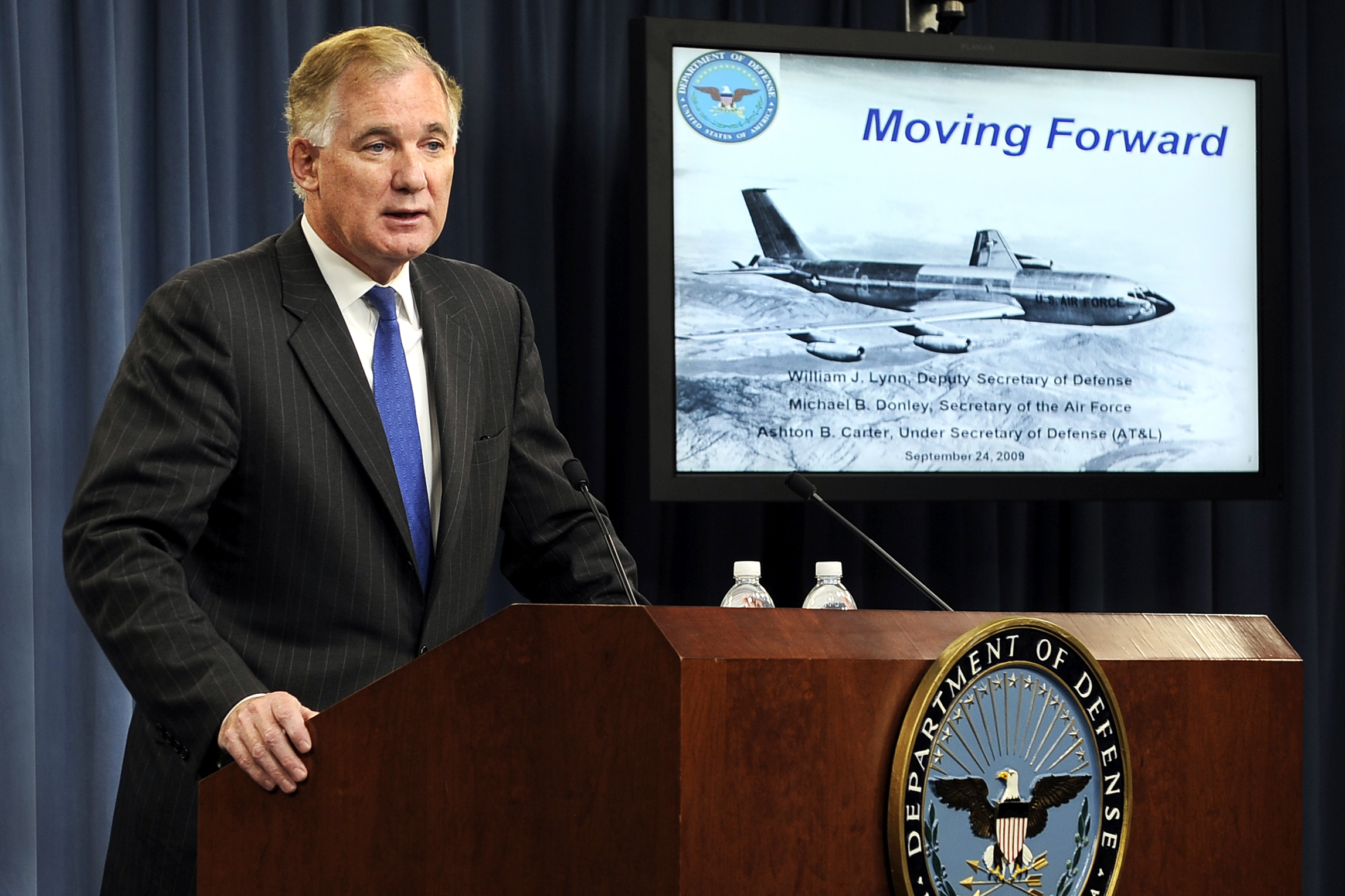
El Subsecretario de Defensa William Lynn, habla del KC-X en una conferencia de prensa en el Pentágono el 24 de septiembre de 2009.

El 16 de septiembre de 2009, el Secretario Gates anuncio un nuevo esfuerzo para continuar el programa KC-X. El proceso de selección estará bajo la Fuerza Aérea con un "papel de supervisión estricta" de la Oficina del Secretario de Defensa para evitar el incumplimiento reiterado. El 25 de septiembre de 2009 la USAF emitió un borrador de solicitud de propuestas (RFP) en busca de comentarios para el reemplazo oficial de cisternas RFP. La RFP para un contrato de precio fijo especificó 373 requisitos para el nuevo avión, y declaró que el precio de cada petrolero se ajustaría para reflejar cuánto costaría operar durante 40 años y qué tan bien satisfaría varias necesidades de guerra. El contrato inicial sería para 179 aviones por $35 mil millones.